# Julia Jahnke
Julia Maria Elisabeth Jahnke (senare Mandahl), född 8 november 1873 i Tyska Sankta Gertruds församling, Stockholms stad, död 3 januari 1944 i Sankt Görans församling, Stockholms stad, var en svensk konsertvokalist och operasångare (alt).

## Biografi
Julia Jahnke debuterade på Kungliga Teatern 1894.
Jahnke var gift med operasångaren Thor Mandahl fram till skilsmässan 1909. De fick två döttrar: operasångerskan Margit Mandahl-Sjöberg (1900–1973), gift med professor Knut Sjöberg, och sufflösen Gunvor Mandahl (1903–1981), en tid gift med civilingenjören Gustaf Jonsson.

## Diskografi
- Röster från Stockholmsoperan under 100 år. LP. HMV 7C 153-35350. 1977. - Innehåll:  6. Orfeo ed Euridice, akt 3: Orfeus' aria "Che faro senza Euridice" = "Ur min famn min älskling flydde" (Christoph Willibald Gluck). Inspelad 1905.